# フラワーボウルステークス
フラワーボウルステークス（Flower Bowl Stakes）は、アメリカ合衆国・ニューヨーク州のサラトガ競馬場にて開催される競馬の競走（国際招待競走）である。

## 概要
1978年の創設時から2020年まではベルモントパーク競馬場の芝10ハロン（約2012m）で開催されていた。
2021年からサラトガ競馬場での開催に変更されるとともに距離も芝11ハロン（約2200m）で施行される。
1982年から2021年まで競走格付けはG1であったが、2022年よりG2に降格されることになった。アメリカ国内からは主に東部地区において芝中距離路線を進む有力牝馬が集まる。1999年に創設されたブリーダーズカップ・フィリー&メアターフへの前哨戦としても知られる。
競走名は、1950年代に競走生活を送り、繁殖牝馬としてボウルオブフラワーズ、グロースターク、ヒズマジェスティなどを産んだフラワーボウルを記念したものである。

## 主な出来事
- 1978年 - 芝10ハロンのハンデキャップ競走「フラワーボウルハンデキャップ」として創設。
- 1980年 - G2競走に格付け。
- 1982年 - G1競走に昇格。
- 1986年 - ディスマスティドとスクートが同着優勝。
- 1987年 - ダート10ハロンのコースで施行。
- 1994年 - 競走名が「フラワーボウルインビテーショナルハンデキャップ」に変更される。
- 2001年 - 負担重量規定がハンデキャップ制から賞金別定制に変更されたことに伴い、競走名が「フラワーボウルインビテーショナルステークス」に変更される。
- 2005年 - リスカヴァースが史上初の連覇。
- 2021年 - 距離を芝11ハロンに変更。
- 2022年 - G2競走に降格[1]。

## 歴代優勝馬
※国旗は調教国を表す。
| 施行年 | 優勝馬                                    | 性齢 | タイム  | 騎手                           | 調教師                       | 馬主                                            |
| ------ | ----------------------------------------- | ---- | ------- | ------------------------------ | ---------------------------- | ----------------------------------------------- |
| 1978年 | Waya ワヤ                                 | 牝4  | 2:00.60 | アンヘル・コルデロ・ジュニア   | アンヘル・ペーニャ・シニア   | ダニエル・ウィルデンシュタイン                  |
| 1979年 | Pearl Necklace パールネックレス           | 牝5  | 2:02.20 | ウィリー・シューメーカー       | ロジャー・ローリン           | レジナルド・ウェブスター                        |
| 1980年 | Just A Game ジャストアゲーム              | 牝4  | 2:00.80 | ドナルド・ブラムフィールド     | デイヴィッド・ホワイトリー   | ピーター・ブラント                              |
| 1981年 | Rokeby Rose ロークビーローズ              | 牝4  | 2:01.60 | ジェフリー・フェル             | マッケンジー・ミラー         | ロークビーステイブルズ                          |
| 1982年 | Trevita トレヴィータ                      | 牝5  | 2:01.40 | ルーベン・ヘルナンデス         | ジョナサン・シェパード       | オーガスティンステイブル                        |
| 1983年 | First Approach ファーストアプローチ       | 牝5  | 2:00.20 | ホルヘ・ヴェラスケス           | ジョナサン・シェパード       | オーガスティンステイブル                        |
| 1984年 | Rossard ロスアード                        | 牝4  | 2:03.40 | ラフィット・ピンカイ・ジュニア | エヴァン・ジャクソン         | キャサリン・コッフェン                          |
| 1985年 | Dawn's Curtsey ドーンズカートシー         | 牝3  | 2:02.20 | エディー・メイプル             | ジョン・ヴェイチ             | ダービーダンファーム                            |
| 1986年 | Dismasted ディスマステッド                | 牝4  | 2:00.40 | ジャン=リュック・サミン        | フィリップ・ジョンソン       | エドワード・エヴァンス                          |
| 1986年 | Scoot スクート                            | 牝3  | 2:00.40 | ウィリー・シューメーカー       | ルロイ・ジョリー             | ピーター・ブラント                              |
| 1987年 | Slew's Exceller スルーズエクセラー        | 牝5  | 2:02.20 | ホセ・サントス                 | トム・スキフィントン         | K・マイヤーズ                                   |
| 1988年 | Gaily Gaily ゲイリーゲイリー              | 牝5  | 2:02.80 | ジュリー・クローン             | ウィリアム・モット           | ダイアナ・ファイアーストーン                    |
| 1989年 | River Memories リヴァーメモリーズ         | 牝5  | 2:06.80 | パット・デイ                   | ウェイン・ルーカス           | ピーター・ブラント                              |
| 1990年 | Laugh and Be Merry ラフアンドビーメリー   | 牝5  | 2:00.20 | ハーブ・マッコーリー           | アンヘル・ペーニャ・ジュニア | ピンオークステイブル                            |
| 1991年 | Lady Shirl レディーシャール               | 牝4  | 2:02.43 | リチャード・ミグリオーレ       | ノエル・ヒックリー           | ノエル・ヒックリー                              |
| 1992年 | Christiecat クリスティーキャット          | 牝5  | 2:01.06 | ジャン=リュック・サミン        | パトリック・ケリー           | フォックスリッジファーム Inc.                   |
| 1993年 | Far Out Beast ファーアウトビースト        | 牝6  | 2:03.38 | ジャン=リュック・サミン        | フィリップ・ジョンソン       | サリマーステイブル                              |
| 1994年 | Dahlia's Dreamer ダリアズドリーマー       | 牝5  | 2:05.52 | ホルヘ・シャヴェス             | ウィリアム・モット           | マデレーン・ポールソン                          |
| 1995年 | Northern Emerald ノーザンエメラルド       | 牝6  | 2:06.68 | ラモン・ペレス                 | ウィリアム・モット           | H・ポーク/D・リチャーズ                         |
| 1996年 | Chelsey Flower チェルシーフラワー         | 牝5  | 2:05.96 | ロビー・デイヴィス             | ニック・ジトー               | ファーフェローファーム                          |
| 1997年 | Yashmak ヤシュマク                        | 牝3  | 1:59.60 | コーリー・ナカタニ             | ヘンリー・セシル             | ジャドモンテファーム                            |
| 1998年 | Auntie Mame アーンティーメイム            | 牝4  | 1:59.33 | ジョン・ヴェラスケス           | アンヘル・ペーニャ・ジュニア | レイジーFランチ                                 |
| 1999年 | Soaring Softly ソアリングソフトリー       | 牝4  | 2:01.41 | ジェリー・ベイリー             | ジェイムズ・トナー           | ジョーン&ジョン・フィリップス                   |
| 2000年 | Colstar コルスター                        | 牝4  | 2:01.78 | ジャン=リュック・サミン        | ポール・フォート             | ビヴァリー・スタインマン                        |
| 2001年 | Lailani レイラニ                          | 牝4  | 2:01.88 | ジェリー・ベイリー             | エド・ダンロップ             | マクトゥーム殿下                                |
| 2002年 | Kazzia カツィア                           | 牝3  | 2:05.22 | ホルヘ・シャヴェス             | サイード・ビン・スルール     | ゴドルフィンレーシング                          |
| 2003年 | Dimitrova ディミトロワ                    | 牝3  | 2:02.74 | ジェリー・ベイリー             | ダーモット・ウェルド         | ジョセフ・ヒギンズ                              |
| 2004年 | Riskaverse リスカヴァース                 | 牝5  | 2:04.65 | コーネリオ・ヴェラスケス       | パトリック・ケリー           | フォックスリッジファーム Inc.                   |
| 2005年 | Riskaverse リスカヴァース                 | 牝6  | 2:00.27 | ホセ・サントス                 | パトリック・ケリー           | フォックスリッジファーム Inc.                   |
| 2006年 | Honey Ryder ハニーライダー                | 牝5  | 2:02.47 | ジョン・ヴェラスケス           | トッド・プレッチャー         | グレンクレストファーム LLC                      |
| 2007年 | Lahudood ラフドゥード                     | 牝4  | 1:59.05 | アラン・ガルシア               | キアラン・マクローリン       | シャドウェルレーシング                          |
| 2008年 | Dynaforce ダイナフォース                  | 牝5  | 2:07.59 | アラン・ガルシア               | ウィリアム・モット           | ジョン・チャンドラー                            |
| 2009年 | Pure Clan ピュアクラン                    | 牝4  | 2:12.43 | ジュリアン・ルパルー           | ロバート・ホルザス           | ラックランドファーム                            |
| 2010年 | Ave アーヴェイ                            | 牝4  | 2:08.54 | ハビエル・カステリャーノ       | ロジャー・アトフィールド     | スリーチムニーズレーシング                      |
| 2011年 | Stacelita スタセリタ                      | 牝5  | 2:10.39 | ラモン・ドミンゲス             | チャド・ブラウン             | マーティン・シュワルツ                          |
| 2012年 | Nahrain ナーレイン                        | 牝4  | 2:05.56 | John Velazquez                 | Roger Varian                 | Darley Stable                                   |
| 2013年 | Laughing ラフィング                       | 牝5  | 2:02.34 | Jose Lezcano                   | Alan E Goldberg              | Richard Santulli                                |
| 2014年 | Stephanie's Kitten ステファニーズキトゥン | 牝5  | 2:01.15 | John Velazquez                 | Chad Brown                   | Ken & Sarah Ramsey                              |
| 2015年 | Stephanie's Kitten ステファニーズキトゥン | 牝6  | 2:06.23 | Irad Ortiz, Jr.                | Chad Brown                   | Ken & Sarah Ramsey                              |
| 2016年 | Lady Eli レディイーライ                   | 牝4  | 1:59.85 | Irad Ortiz, Jr.                | Chad Brown                   |                                                 |
| 2017年 | War Flag ウォーフラッグ                   | 牝4  | 2:00.26 | Jose Ortiz                     | Claude McGaughey III         |                                                 |
| 2018年 | Fourstar Crook フォースタークルック       | 牝6  | 2:03.28 | Irad Ortiz, Jr.                | Chad Brown                   |                                                 |
| 2019年 | Sistercharlie シスターチャーリー          | 牝5  | 2:02.21 | John Velazquez                 | Chad Brown                   |                                                 |
| 2020年 | Civil Union シビルユニオン                | 牝5  | 2:01.28 | Joel Rosario                   | Claude McGaughey III         |                                                 |
| 2021年 | War Like Goddess ウォーライクゴッデス     | 牝4  | 2:13.07 | Julien Leparoux                | William Mott                 | George Krikorian                                |
| 2022年 | Virginia Joy ヴァージニアジョイ           | 牝5  | 2:19.51 | Irad Ortiz, Jr.                | Chad Brown                   | Peter M. Brant                                  |
| 2023年 | Parnac パルナック                         | 牝4  | 2:18.60 | Dylan Davis                    | Christophe Clement           | West Point Thoroughbreds & Dream With Me Stable |
| 2024年 | Idea Generation アイデアジェネレーション  | 牝4  | 2:18.97 | Florent Geroux                 | Chad Brown                   | Klaravich Stables, Inc.                         |

### レース結果の出典
- Equibase
  - 1991,1992,1993,1994,1995,1996,1997,1998,1999,2000
  - 2001,2002,2003,2004,2005,2006,2007,2008,2009,2010
  - 2011,2012,2013,2014,2015,2016,2017,2018